# Johann Ernst Wagner

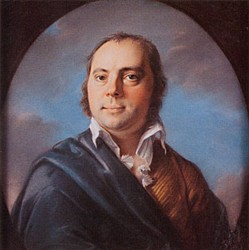
Johann Ernst Wagner.

Johann Ernst Wagner, född den 2 februari 1769 i Rossdorf, död den 25 februari 1812 i Meiningen, var en tysk romanförfattare. Han var far till landskapsmålaren Carl Wagner.
Wagner, som var kabinettssekreterare hos hertigen av Meiningen, författade Wilibalds Ansichten des Lebens (1804; 5:e upplagan 1854), Die reisenden Maler (2 band, 1806; 3:e upplagan 1854) med flera romaner, som röjer påverkan från såväl Goethes Wilhelm Meister som Jean Pauls känslosamma humor och nyromantikernas fantastik. Wagners Sämmtliche Schriften utgavs i 12 band 1824–1828 (3:e upplagan 1853–1855, i 6 band).